# Andrews (Teksas)
Andrews je grad u američkoj saveznoj državi Teksas. Prema popisu stanovništva iz 2010. u njemu je živjelo 11.088 stanovnika.